# LCKC Pernix
Leidense Christelijke Korfbal Club Pernix is een Nederlandse korfbalvereniging uit Leiden.

## Geschiedenis
Pernix is opgericht op 11 mei 1921. De naam is de Latijnse vertaling van "snel ter been / wendbaar".
De club trad toe tot de Christelijke korfbalbond, CKB, een bond die bestond t/m 1970. Vanaf 1970-1971 fuseerde de CKB met de NKB dat samen het KNKV werd.
Voor die fusie van de twee bonden was Pernix toonaangevend in het aantal behaalde kampioenschappen, voornamelijk op het veld. Ook waren zij de laatste CKB zaalkampioen van Nederland voordat de 2 bonden samensmolten.

## Erelijst
- Nederlands kampioen veldkorfbal (CKB),15 x (1923, 1924, 1925, 1931, 1932, 1934, 1935, 1936, 1945, 1946, 1947, 1949, 1953, 1955, 1966)
- Nederlands kampioen zaalkorfbal (CKB), 2x (1969, 1970)

## Accommodatie
Veldwedstrijden worden gespeeld op de Joop Vervoornpad 7 in Leiden. De zaalwedstrijden worden gespeeld in Sportcomplex de Zijl, Leiden